# شرجة الزرقاء (طور الباحة)

تعديل مصدري - تعديل

شرجة الزرقاء هي إحدى قرى عزلة طور الباحة بمديرية طور الباحة التابعة لمحافظة لحج، بلغ تعداد سكانها 214 نسمة حسب تعداد اليمن لعام 2004.